# Loris Zonta
Loris Zonta (Bassano del Grappa, 22 maggio 1997) è un calciatore italiano, centrocampista del Vicenza.

## Biografia
Il 24 novembre 2021 si è laureato in psicoeconomia, con la votazione di 98 su 110, con una tesi sull'innovazione nell'industria alimentare.

## Carriera

### Club
Cresciuto nel settore giovanile della sua città, il Bassano Virtus, e poi in quello dell'Inter, con cui ha vinto una Coppa Italia Primavera, il 30 gennaio 2017 viene ceduto in prestito al Pisa, con cui esordisce tra i professionisti il 19 febbraio seguente, nella partita di campionato pareggiata per 0-0 contro il Frosinone. Il 10 gennaio 2018 si trasferisce a titolo definitivo al Bassano Virtus, con cui firma un biennale, dopo aver trascorso la prima parte di stagione da fuori rosa con il club toscano.
Nel corso dell'estate, in seguito allo spostamento del titolo sportivo del Bassano Virtus, passa al Vicenza; dopo aver prolungato con il club biancorosso ed essersi imposto come titolare nel ruolo, il 20 novembre 2021 rinnova fino al 2024 con i berici.
Il 28 ottobre 2022 prolunga per un'ulteriore stagione con il Vicenza; il 9 agosto 2023, dopo aver ottenuto 172 presenze totali con i veneti, viene ceduto in prestito al Taranto. Il 29 ottobre successivo segna la sua prima rete con il Taranto nella partita vinta per 1-2 in trasferta contro la Virtus Francavilla. Alla fine del campionato siglerà coi pugliesi 4 gol.
Nel campionato 2024-25 fa ritorno al LR Vicenza dove ritorna titolare nel centrocampo biancorosso.

### Nazionale
È stato convocato dalla nazionale universitaria sia per l'edizione delle Universiadi di Taipei del 2017 che per quella di Napoli del 2019, conclusa al terzo posto finale.

## Statistiche

### Presenze e reti nei club
Statistiche aggiornate al 28 maggio 2025.
| Stagione        | Squadra         | Campionato      | Campionato | Campionato | Coppe nazionali | Coppe nazionali | Coppe nazionali | Coppe continentali | Coppe continentali | Coppe continentali | Altre coppe | Altre coppe | Altre coppe | Totale | Totale |
| Stagione        | Squadra         | Comp            | Pres       | Reti       | Comp            | Pres            | Reti            | Comp               | Pres               | Reti               | Comp        | Pres        | Reti        | Pres   | Reti   |
| --------------- | --------------- | --------------- | ---------- | ---------- | --------------- | --------------- | --------------- | ------------------ | ------------------ | ------------------ | ----------- | ----------- | ----------- | ------ | ------ |
| gen.-giu. 2017  | Pisa            | B               | 3          | 0          | CI              | -               | -               | -                  | -                  | -                  | -           | -           | -           | 3      | 0      |
| 2017-gen. 2018  | Pisa            | C               | 0          | 0          | CI+CI-C         | 0+1             | 0               | -                  | -                  | -                  | -           | -           | -           | 1      | 0      |
| Totale Pisa     | Totale Pisa     | Totale Pisa     | 3          | 0          |                 | 1               | 0               |                    | -                  | -                  |             | -           | -           | 4      | 0      |
| gen.-giu. 2018  | Bassano Virtus  | C               | 15+2       | 2          | CI+CI-C         | -               | -               | -                  | -                  | -                  | -           | -           | -           | 17     | 2      |
| 2018-2019       | Vicenza         | C               | 36+1       | 1          | CI+CI-C         | 2+6             | 0+1             | -                  | -                  | -                  | -           | -           | -           | 45     | 2      |
| 2019-2020       | Vicenza         | C               | 23         | 2          | CI+CI-C         | 1+3             | 0               | -                  | -                  | -                  | -           | -           | -           | 27     | 2      |
| 2020-2021       | Vicenza         | B               | 30         | 1          | CI              | 2               | 0               | -                  | -                  | -                  | -           | -           | -           | 32     | 1      |
| 2021-2022       | Vicenza         | B               | 34         | 1          | CI              | 1               | 0               | -                  | -                  | -                  | -           | -           | -           | 35     | 1      |
| 2022-2023       | Vicenza         | C               | 27+2       | 0          | CI-C            | 4               | 0               | -                  | -                  | -                  | -           | -           | -           | 33     | 0      |
| 2023-2024       | Taranto         | C               | 36+4       | 4          | CI-C            | 1               | 0               |                    |                    |                    |             |             |             | 41     | 4      |
| 2024-2025       | Vicenza         | C               | 36+4       | 2          | CI-C            | 2               | 0               | -                  | -                  | -                  | -           | -           | -           | 42     | 2      |
| Totale Vicenza  | Totale Vicenza  | Totale Vicenza  | 186+7      | 7          |                 | 21              | 1               |                    | -                  | -                  |             | -           | -           | 214    | 8      |
| Totale carriera | Totale carriera | Totale carriera | 234+13     | 13         |                 | 23              | 1               |                    | -                  | -                  |             | -           | -           | 273    | 14     |

## Palmarès

### Club

#### Competizioni giovanili
- Coppa Italia Primavera: 1

Inter: 2015-2016

#### Competizioni nazionali
- Serie C: 1

L.R. Vicenza: 2019-2020 (girone B)
- Coppa Italia Serie C: 1

L.R. Vicenza: 2022-2023

#### Nazionale
- Universiadi:   1

Campania 2019